# Бромлі-бай-Боу (станція метро)
51°31′26″ пн. ш. 0°00′41″ зх. д. / 51.524° пн. ш. 0.0113° зх. д.
Бромлі-бай-Боу (англ. Bromley-by-Bow) — станція Лондонського метрополітену ліній Дистрикт та Гаммерсміт-енд-Сіті. Станція знаходиться у районі Бромлі-бай-Боу, Лондон, на межі 2-ї та 3-ї тарифних зон, між метростанціями Боу-роуд та Вест-Гем. В 2017 році пасажирообіг станції — 3.75 млн пасажирів

## Історія
- 31. березня 1858 — відкриття станції у складі London, Tilbury and Southend Railway (LT&SR), як Боу.
- 1894 — перенесення станції на сьогоденне місце
- 2. червня 1902 — відкриття трафіку лінії Дистрикт[3]
- 30. березня 1936 — відкриття трафіку лінії Метрополітен (з 1988, на цій дільниці Гаммерсміт-енд-Сіті)[3]
- 13. вересня 1959 — закриття пасажирського залізничного трафіку
- 1962 — закриття товарної станції
- 18. травня 1967 — перейменування станції на Бромлі-бай-Боу[4]

## Пересадки
- На автобуси London Buses маршрутів 323, 488, D8[5]

## Послуги
| Попередня станція | Лінія                           | Лінія                                      | Лінія | Наступна станція |
| ----------------- | ------------------------------- | ------------------------------------------ | ----- | ---------------- |
| Боу-роуд          |                                 | Лондонське метро Лінія Гаммерсміт-енд-Сіті |       | Вест-Гем         |
| Боу-роуд          | Лондонське метро Лінія Дистрикт |                                            |       | Вест-Гем         |